# Amécourt
Amécourt település Franciaországban, Eure megyében. Lakosainak száma 174 fő (2022. január 1.). Amécourt Bazincourt-sur-Epte, Bouchevilliers, Hébécourt, Mainneville, Sérifontaine és Talmontiers községekkel határos.

## Népesség
A település népességének változása:
| Lakosok száma | 105  | 111  | 106  | 168  | 174  | 167  | 162  | 170  | 174  | 174  |
|               | 1968 | 1982 | 1990 | 2006 | 2013 | 2015 | 2017 | 2019 | 2020 | 2022 |